# Oakbrook Terrace (Illinois)
Oakbrook Terrace es una ciudad ubicada en el condado de DuPage en el estado estadounidense de Illinois. En el Censo de 2020 tenía una población de 2751 habitantes y una densidad poblacional de 833,64 personas por km².

## Geografía
Oakbrook Terrace se encuentra ubicada en las coordenadas 41°51′12″N 87°58′9″O / 41.85333, -87.96917. Según la Oficina del Censo de los Estados Unidos, Oakbrook Terrace tiene una superficie total de 3.3 km², de la cual 3.23 km² corresponden a tierra firme y (2.2%) 0.07 km² es agua.

## Demografía
Según el censo de 2010, había 2134 personas residiendo en Oakbrook Terrace. La densidad de población era de 646,74 hab./km². De los 2134 habitantes, Oakbrook Terrace estaba compuesto por el 73.62% blancos, el 7.73% eran afroamericanos, el 0% eran amerindios, el 13.73% eran asiáticos, el 0.14% eran isleños del Pacífico, el 3.23% eran de otras razas y el 1.55% pertenecían a dos o más razas. Del total de la población el 10.5% eran hispanos o latinos de cualquier raza.